# District de Dakshin Dinajpur
Le district de Dakshin Dinajpur (bengali : দক্ষিণ দিনাজপুর জেলা) est un district de l’État indien du Bengale-Occidental. Il fut créé le 1er avril 1992 à la suite de la division de l'ancien West Dinajpur District (en). Le chef-lieu du district (sadar) se situe à Balurghat. En référence au recensement de 2011, il s'agit du troisième district moins peuplé du Bengale-Occidental (sur 23).

## Géographie
Le district a une population de 1 670 931 habitants en 2011 pour une superficie de 2 219 km2.

## Langues
Le bengali est la langue principalement parlée dans ce district. Les deux communautés majoritaires sont hindoues et musulmanes. Le surjapuri (en)est un dialecte minoritaire également parlé dans cette région.